# ديفيد ن. كراوتش
ديفيد ن. كراوتش هو سياسي أمريكي، ولد في 18 يونيو 1852 في تينيسي في الولايات المتحدة، وتوفي في 5 مارس 1944 في ليولا في الولايات المتحدة. انتخب عضو مجلس نواب داكوتا الجنوبية ‏ وانتخب عضو مجلس نواب ولاية ميزوري ‏.